# Svavelmal
Svavelmal, Esperia sulphurella är en fjärilsart som först beskrevs av Johan Christian Fabricius 1775.  Svavelmal ingår i släktet Esperia, och familjen praktmalar, (Oecophoridae). Arten förekommer tillfälligt i Sverige, men reproducerar sig inte.

## Bildgalleri

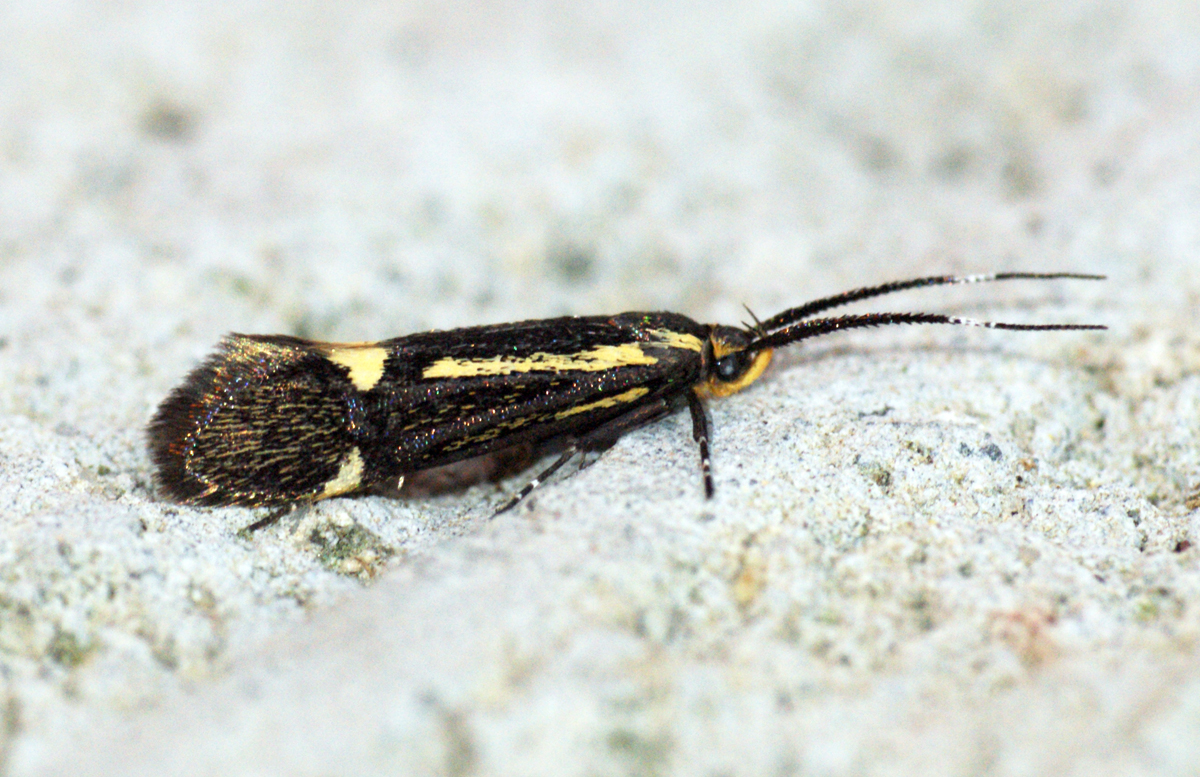
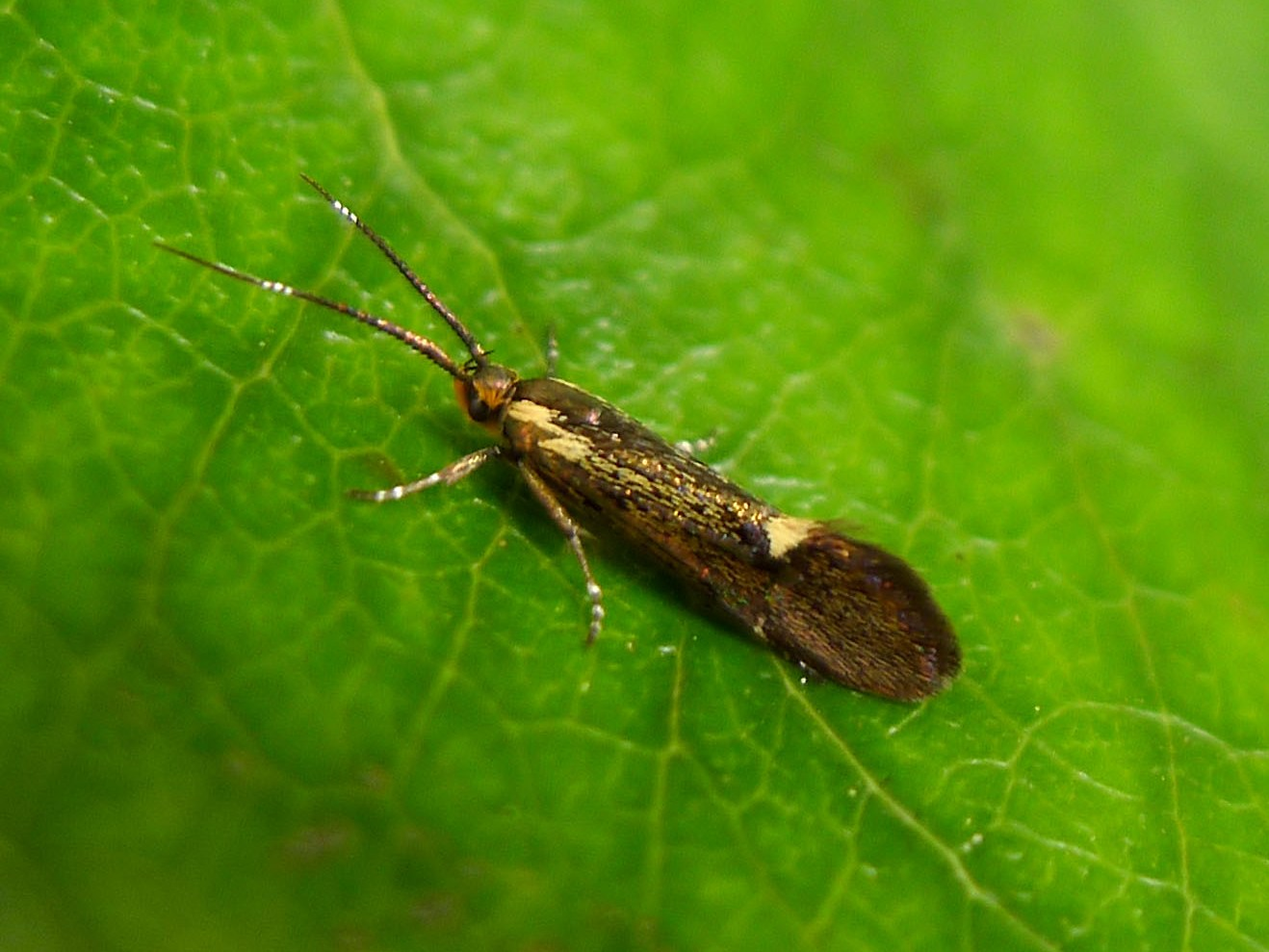
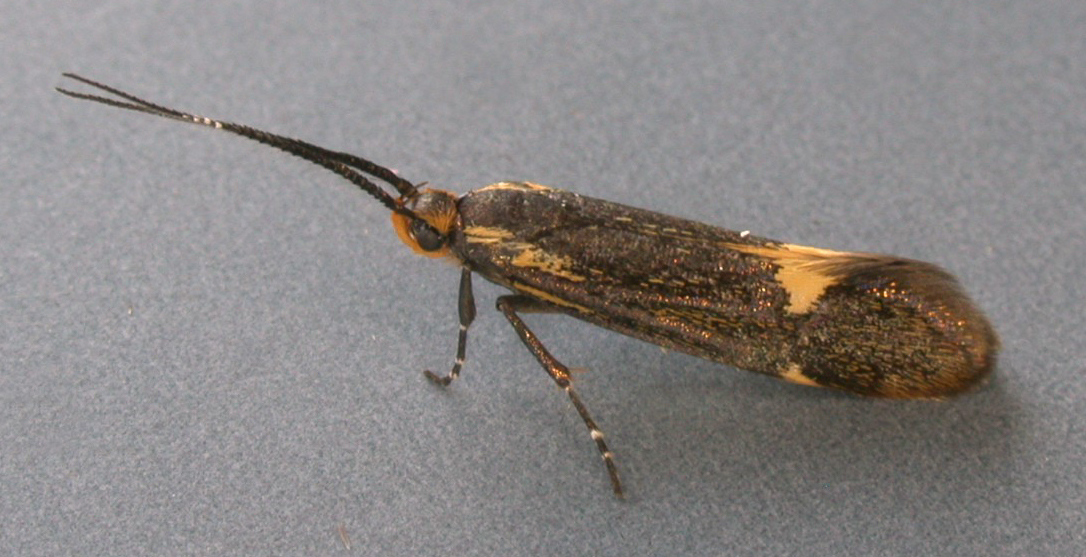
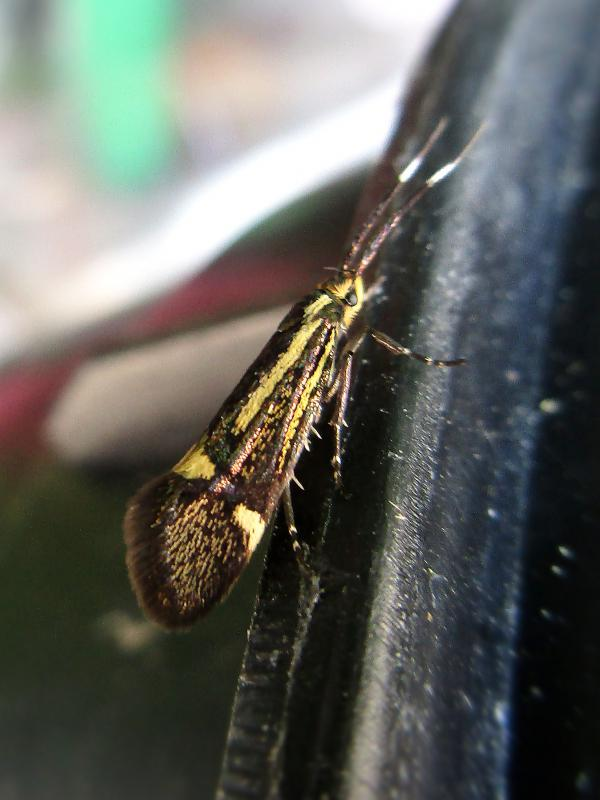
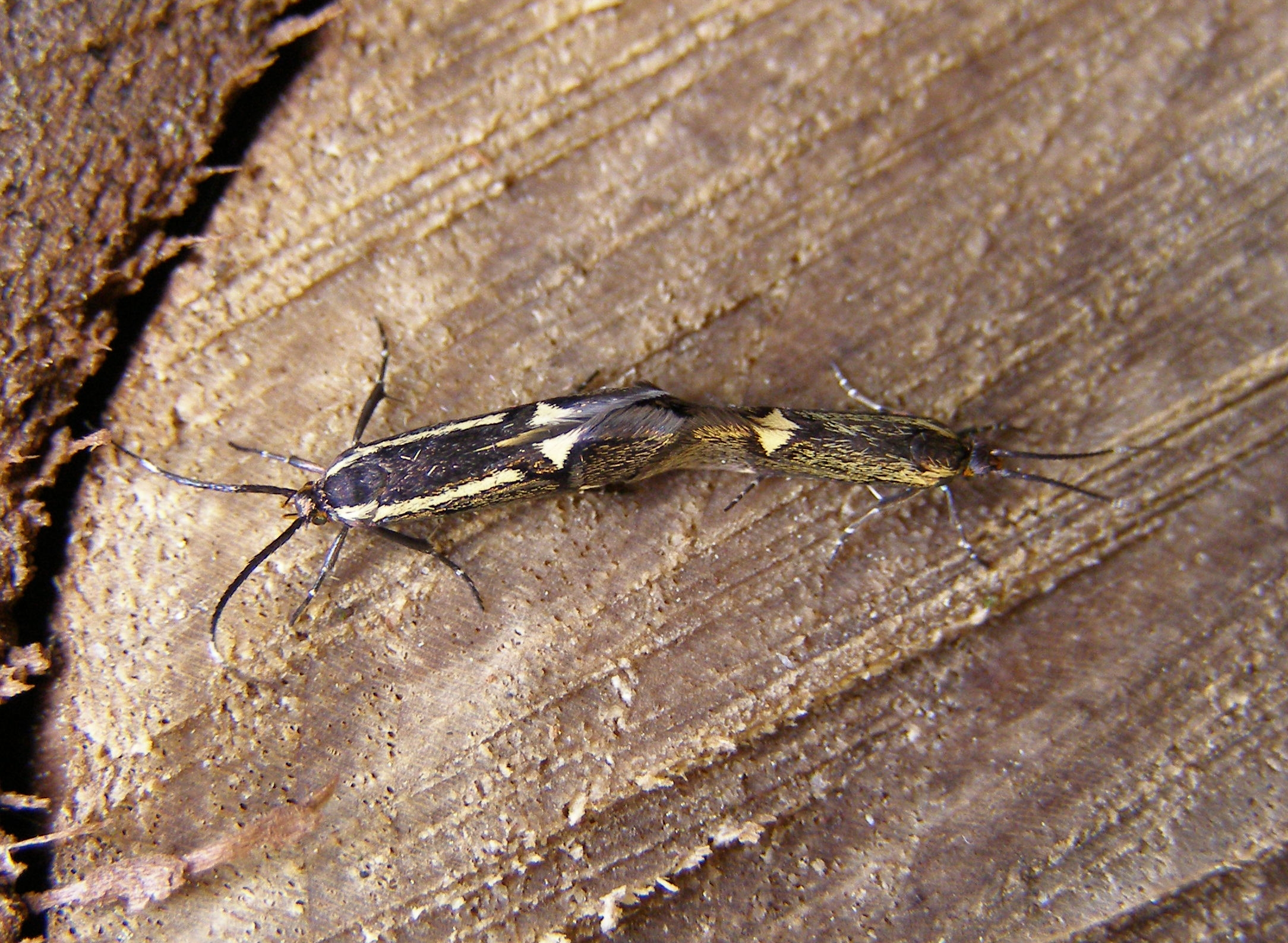